# Karapcziw (stacja kolejowa)
Karapcziw (ukr. Карапчів, ros. Карапчив) – węzłowa stacja kolejowa w miejscowości Karapcziw, w rejonie czerniowieckim, w obwodzie czerniowieckim, na Ukrainie. Węzeł linii Hliboka – Berhomet z linią do Czudeja.
Stacja powstała w XIX w., w czasach austro-węgierskich.